# 나폴레옹 (1970년 영화)
나폴레옹(Waterloo)은 이탈리아, 러시아(구 소련)에서 제작된 세르게이 본다르추크 감독의 1970년 액션, 드라마 영화이다. 로드 스타이거 등이 주연으로 출연하였고 디노 드 로렌티스 등이 제작에 참여하였다.

## 출연

### 주연
- 로드 스타이거
- 크리스토퍼 플러머
- 버지니아 맥케나
- 잭 호킨스

### 조연
- 댄 오헐리히
- 오손 웰즈
- 마이클 와일딩

## 제작진
- 미술: 마리오 가르버글리아
- 의상: 나데즈다 버지나
- 의상: 마리아 드 마테이스
- 의상: 우고 페리콜리

## 한국판 성우진 (MBC, 1985년 8월 10일)
- 양지운 - 나폴레옹 보나파르트(로드 스타이거)
- 박일 - 제1대 웰링턴 공작 아서 웰즐리(크리스토퍼 플러머)